# Anna Burnet
Anna Burnet, née le 27 septembre 1992 dans le quartier d'Hammersmith de Londres, est une skippeuse britannique. Elle évolue notamment avec son compatriote John Gimson en multicoque Nacra 17 avec qui elle a remporté de nombreuses médailles internationales.

## Carrière
En 2018, elle remporte la semaine de Kiel et un an plus tard, elle termine deuxième aux Championnats d'Europe à Weymouth. Aux championnats du monde Nacra 2020 à Geelong, Gimson et Burnet ont terminé premiers, tout comme en 2021 à Thessalonique aux Championnats d'Europe.
Le duo Gimson/Burnet remporte une médaille d'argent olympique de voile : ils ont remporté trois des douze premières courses et ont terminé deuxièmes à trois reprises, s'assurant ainsi une médaille avant la Medal Race. Après avoir terminé cinquième de la finale, ils terminent la compétition avec 45 points au total derrière les Italiens Ruggero Tita et Caterina Banti. Ils enchaînent avec un titre mondial aux mondiaux 2021 Nacra 17 d'Al-Musannah.
Lors des championnats du monde de voile 2023, une nouvelle médaille d'argent est ajoutée à leur palmarès malgré la blessure de Burnet lors de la troisième journée de la compétition lorsqu'elle s'est tordue le genou lors d'un virement de bord standard.